# Ödeshög (đô thị)
Đô thị Ödeshög (tiếng Thụy Điển: Ödeshög kommun) là một đô thị ở hạt Östergötland của Thụy Điển. Thủ phủ là thị xã Ödeshög. Dân số thời điểm 31 tháng 12 năm 2000 là 5688 người.